# Castelo de Chambord

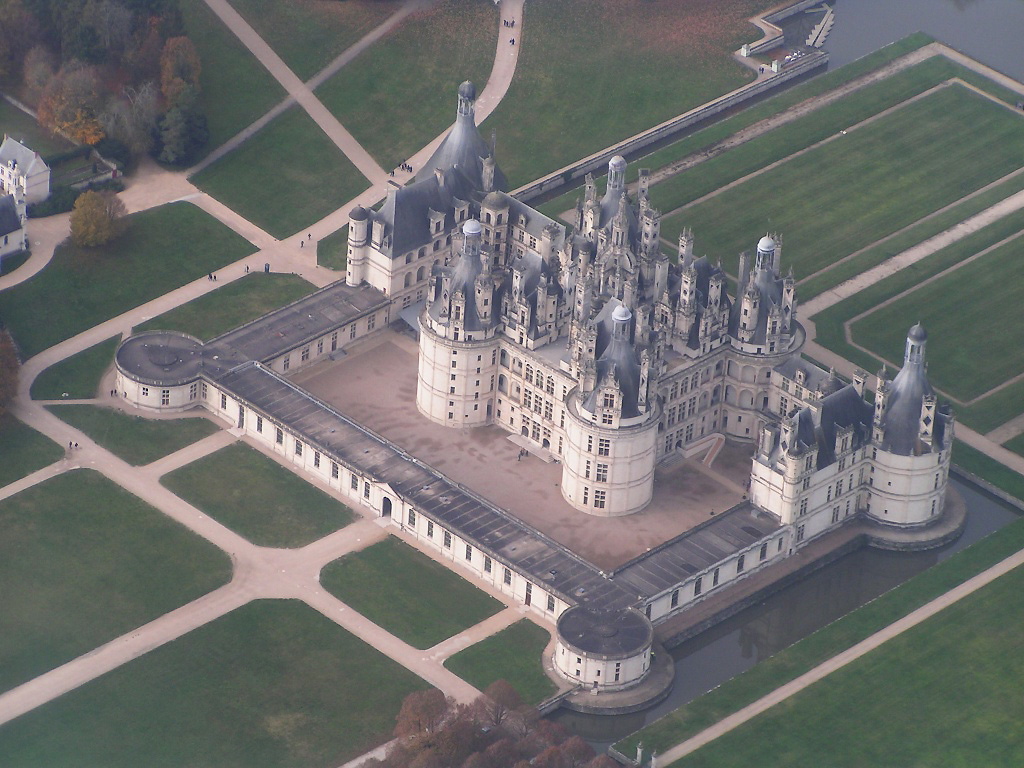
Vista aérea do Château de Chambord

O Castelo de Chambord (em francês:  Château de Chambord), é um palácio da França localizado em Chambord, Loir-et-Cher, França.
É um dos mais conhecidos castelos do mundo devido à sua distinta arquitetura em estilo Renascentista francês que combina as formas medievais francesas tradicionais com as estruturas clássicas italianas
Embora seja o maior palácio do vale do rio Loire, foi construído apenas para servir de pavilhão de caça para Francisco I de França, que mantinha a sua residência no Château de Blois e no Château d'Amboise. O projeto original do Château de Chambord é atribuído, apesar de várias dúvidas, a Domenico da Cortona, cujos modelos de madeira sobreviveram tempo suficiente para serem traçados por André Félibien, no século XVII. Alguns autores, de qualquer forma, afirmam que o arquitecto renascentista francês Philibert Delorme teve um papel considerável no desenho do palácio. Chambord foi alterado consideravelmente ao longo dos vinte anos que durou a sua construção (1519–1547), período durante o qual foi supervisionado in loco por Pierre Neveu.
Em 1913, Marcel Reymond fez a primeira sugestão de que Leonardo da Vinci, um convidado do rei Francisco I, em Clos Lucé próximo de Amboise, foi responsável pelo desenho original, o qual reflecte os planos de Leonardo para um château em Romorantin para a Rainha-mãe, e o seu interesse no planeamento central e na escadaria em dupla-hélice; a discussão ainda não está concluída.
Próximo do final da obra, o Rei Francisco I exibiu o seu enorme símbolo de poder e riqueza, ao convidar o seu velho inimigo, o imperador Carlos V, para Chambord.

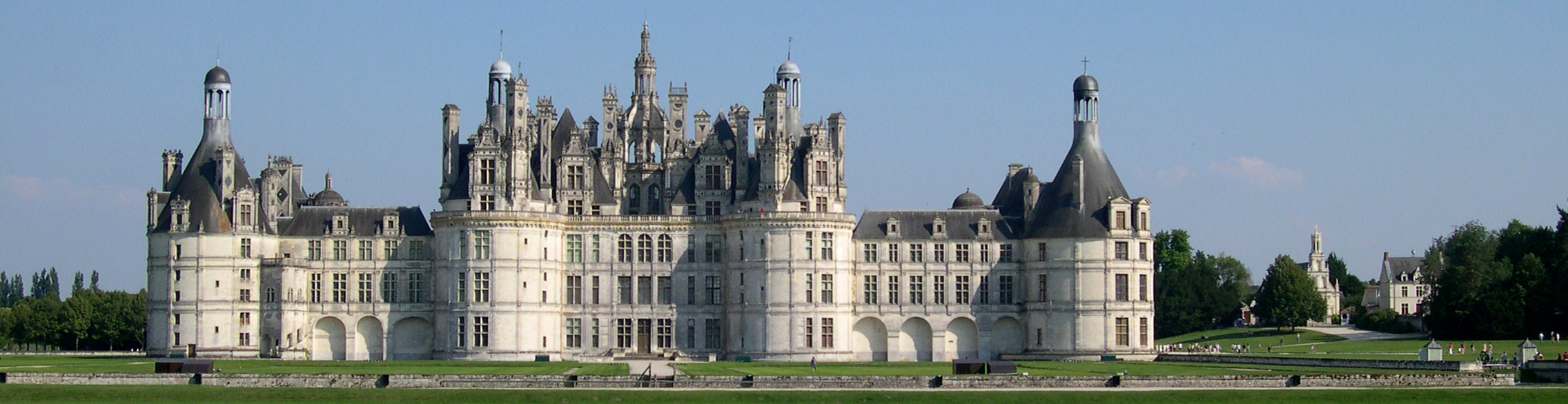
Château de Chambord, França: fachada principal.

## Arquitectura

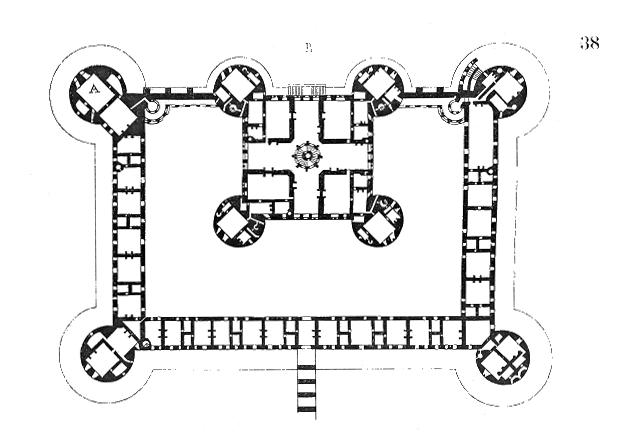
Planta do piso térreo

O maciço palácio é composto por uma fortaleza central com quatro imensos torres baluartes nos cantos. A fortaleza também forma parte da fachada, a qual tem uma largura composta ainda por duas torres mais largas. Nas traseiras encontram-se bases para duas futuras torres, mas estas nunca foram desenvolvidas, e mantêm o mesmo nível do muro. O palácio contém 440 salas, 365 lareiras e 84 escadarias. Quatro abóbadas rectangulares, uma em cada piso, tomam uma forma de cruz.
Os telhados de Chambord contrastam com as massas da sua construção e têm sido comparados frequentemente com a silhueta de uma cidade: mostram onze tipos de torres e três tipos de chaminés, sem simetria, enquadrados nas esquinas pelas torres maciças. O desenho tem paralelo com o Norte da Itália e as obras de Leonardo da Vinci.

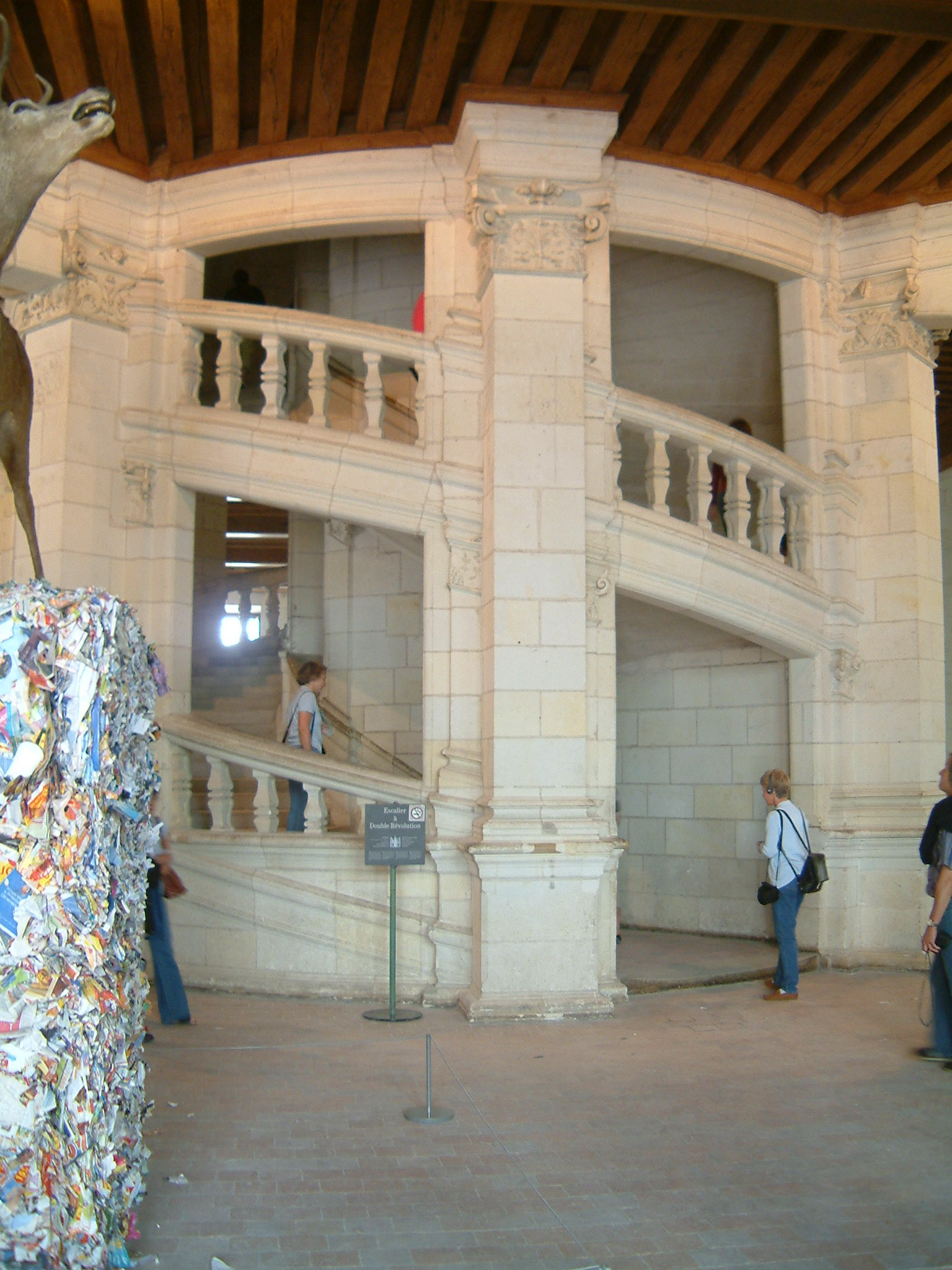
A escadaria em dupla-hélice.

Um dos pontos altos da arquitectura de Chambord é a espectacular escadaria aberta em dupla-hélice que é a peça central do palácio. As duas hélices ascendem aos três pisos sem nunca se encontrarem, iluminadas de cima por uma espécie de farol no ponto mais alto do edifício. Isto sugere que Leonardo da Vinci poderá ter desenhado a escadaria, mas isto não está confirmado.
O castelo é constituído por 128 m de fachadas, mais de 800 colunas esculpidas e um telhado elaboradamente decorado. Quando Francisco I concedeu a construção de Chambord, queria que se parecesse com a silhueta de Constantinopla.
O palácio é rodeado por um parque arborizado de 52,5 km² (13.000 acres) e uma reserva de gamos mantém-no fechado por um muro de 31 km. (20 milhas).
Nunca houve a intenção de proteger o edifício do ataque de qualquer inimigo. Por esse motivo, as paredes, torres e fosso parcial são puramente decorativos, e mesmo naquela época já eram um anacronismo. Elementos da arquitectura - janelas abertas, loggia e uma vasta área aberta no topo and - foram importados do estilo Renascentista Italiano, o que faz deles deslocados na fria França central.
O desenho e arquitectura do palácio inspiraram William Henry Crossland para o desenho do que é agora conhecido como edifício Founder na Royal Holloway, Universidade de Londres. O edificio Founder apresenta torres e disposição muito semelhantes mas foi construído usando tijolos encarnados.

## História

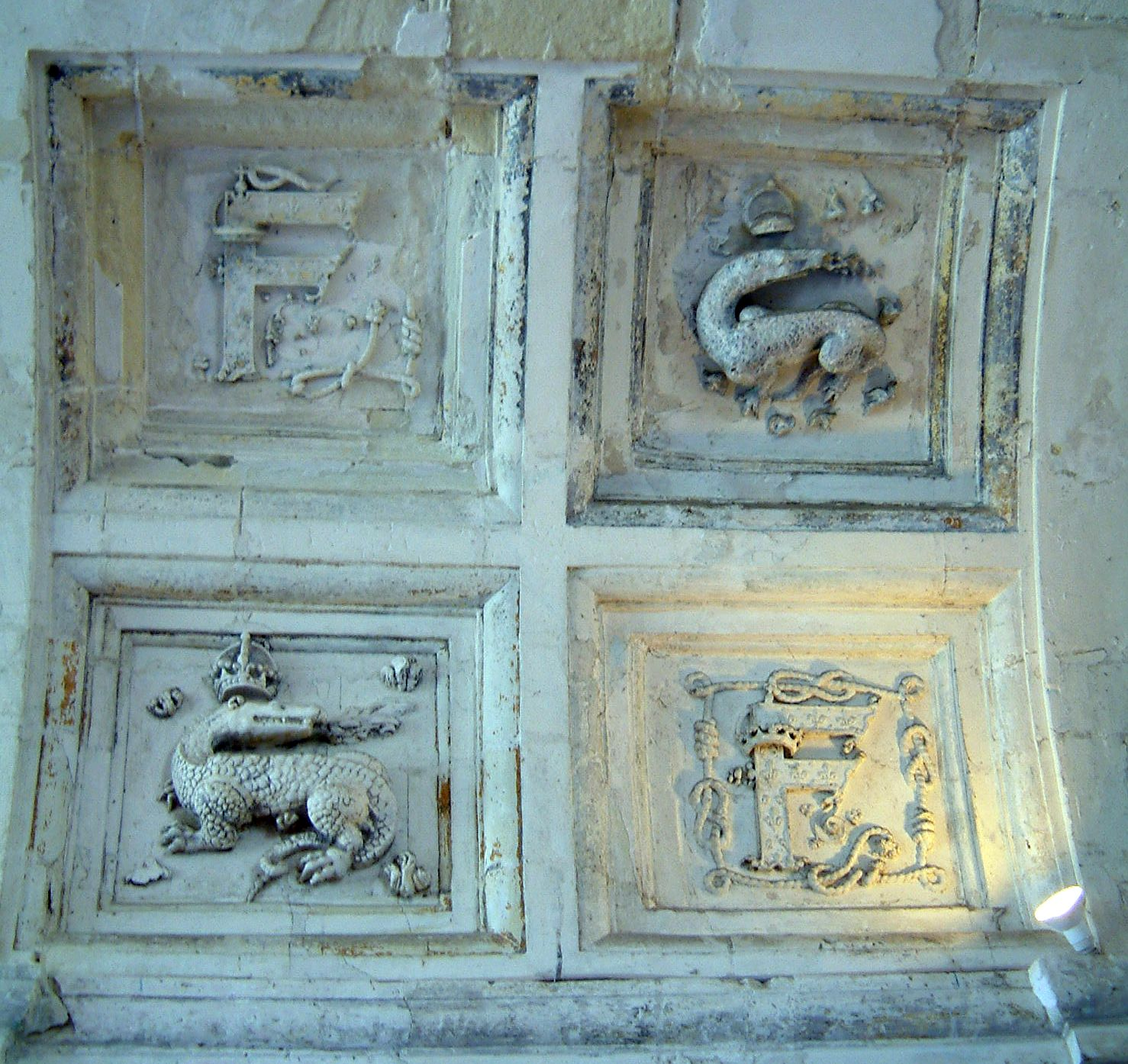
A salamandra, símbolo de Francisco I, adorna o teto de muitas salas.

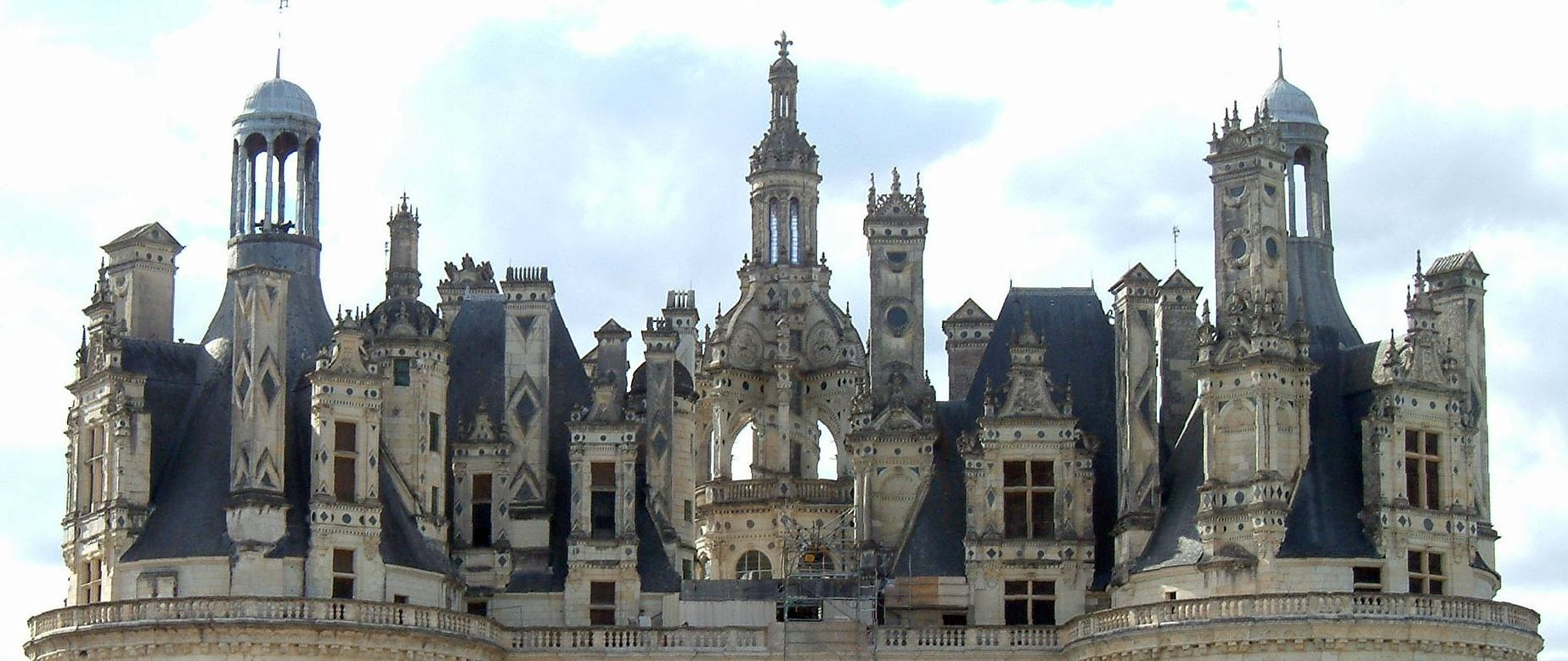
A linha de telhados elaboradamente decorada.

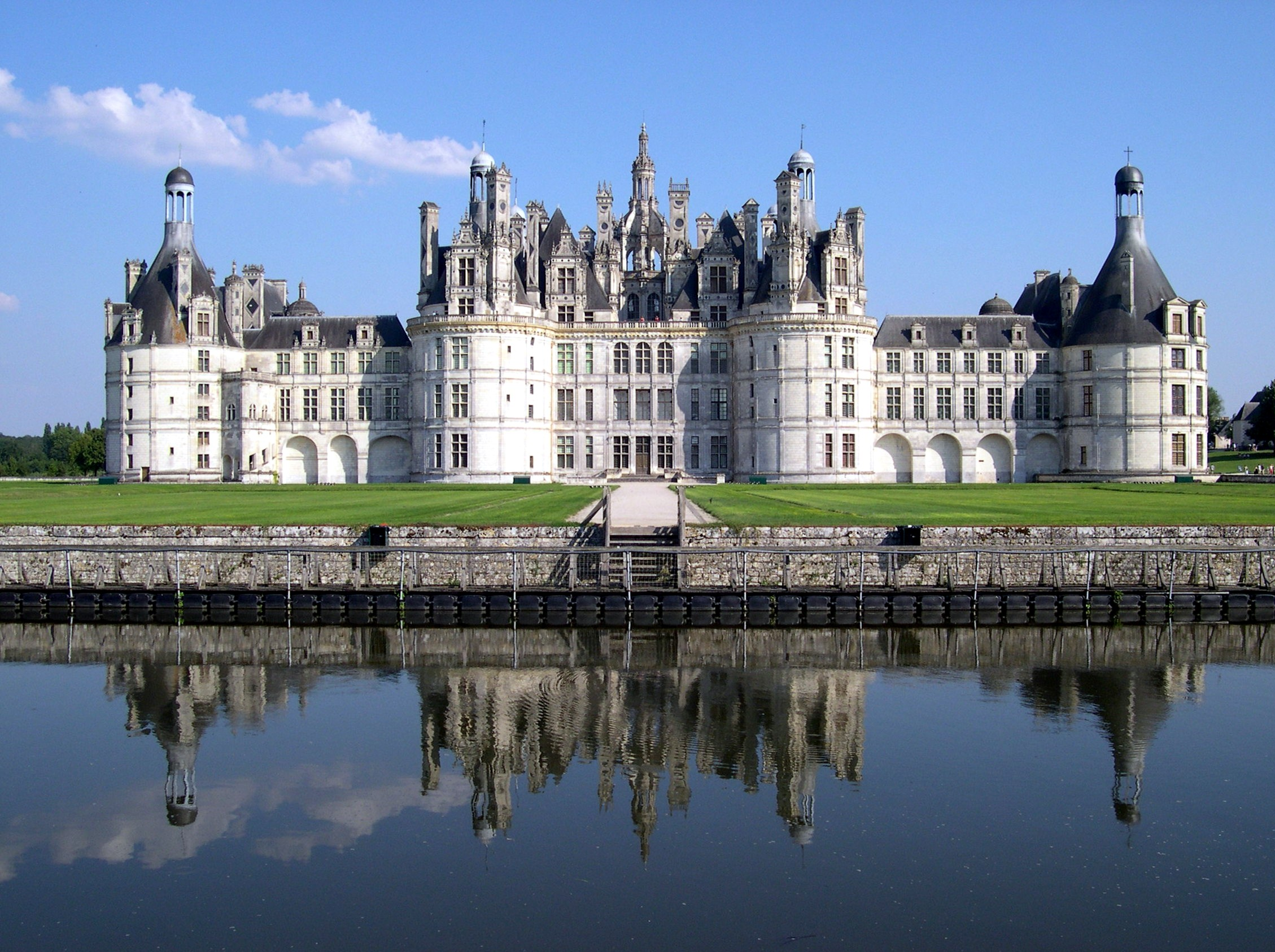
O château e o seu fosso.

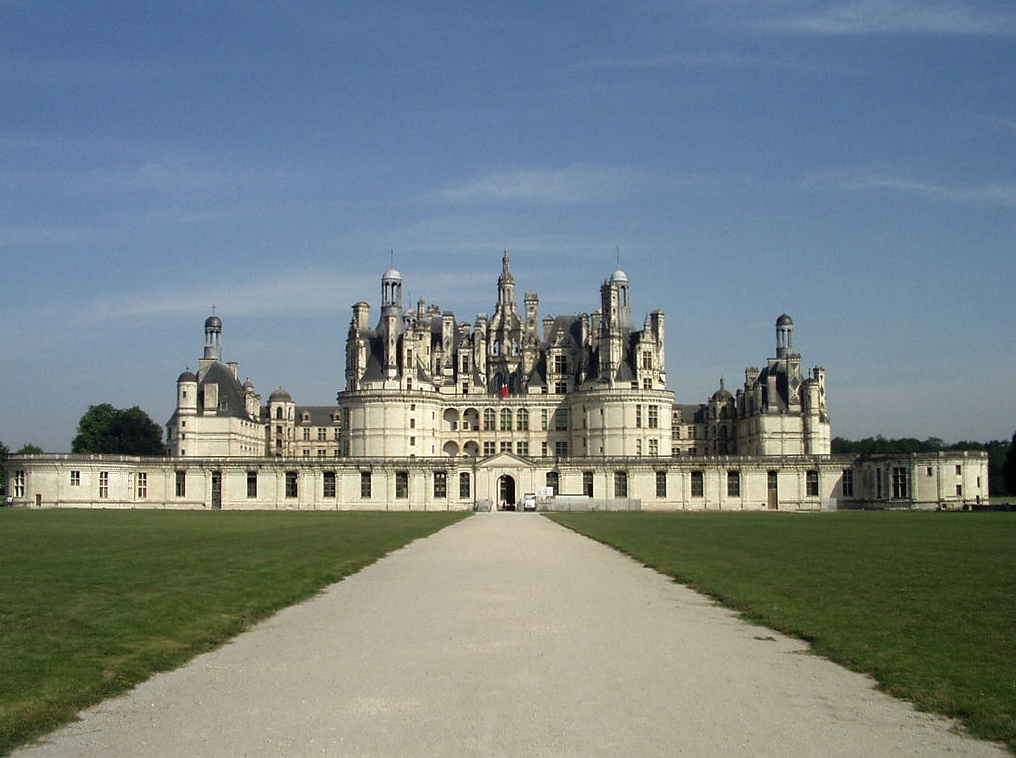
Vista das traseiras do château, onde são visíveis as torres parcialmente desenvolvidas.

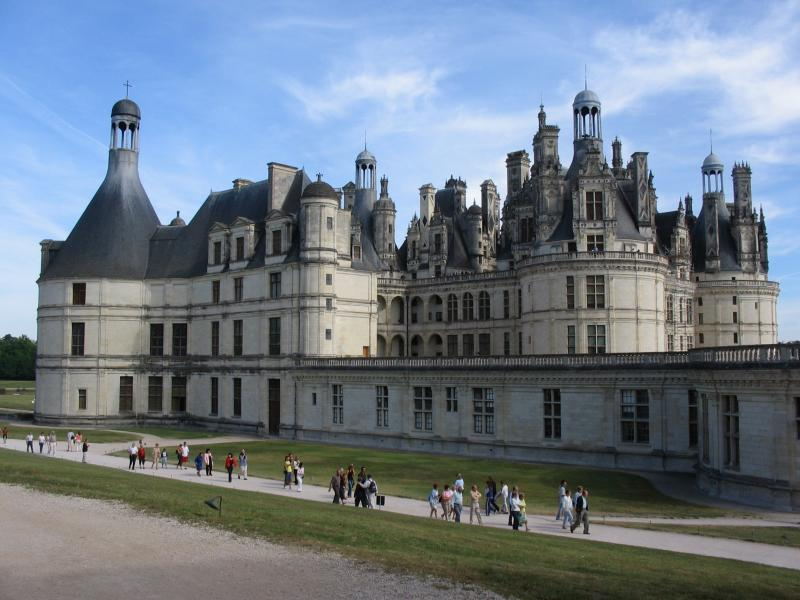
Château de Chambord

### Francisco I
Durante o reinado de Francisco I, o palácio raramente esteve habitado. De facto, o rei passou lá apenas 7 semanas no total, englobadas em curtas visitas de caça. Como o palácio tinha sido construído com o propósito de receber curtas visitas, não era realmente prático viver ali por muito tempo. As maciças salas, janelas abertas e tectos altos eram impossíveis de aquecer. Além disso, como não estava próximo de nenhuma povoação, não havia outras fontes imediatas de alimentos além dos gamos. Isso significava que todos os alimentos tinham que ser trazidos com o grupo, habitualmente com números superiores a 2.000 pessoas de cada vez.
Como resultado de tudo isso, o palácio permaneceu completamente desmobilado durante esse período. Toda a mobília, coberturas de paredes, utensílios para a alimentação e por aí fora, eram trazidos especificamente para cada viagem de caça, um grande exercício de logística. Por esse motivo muita da mobília da época foi feita para ser facilmente desmontada, como forma de facilitar o transporte.
Francisco I faleceu devido a um ataque cardíaco, em 1547.

### Luis XIV
Durante mais de oitenta anos depois da morte de Francisco I, os reis franceses abandonaram Chambord, levando-o a um estado de decadência. Finalmente, em 1639 Luis XIII deu-o ao seu irmão, Gaston, Duque de Orleães, que o salvou da ruína, ao realizar vastas obras de restauro. Luis XIV fez o restauro da grande fortaleza e mobilou os apartamentos reais. O rei acrescentou, então, um estábulo para 300 cavalos, permitindo o uso do castelo como pavilhão de caça e como local de recreio para notáveis como Molière, por algumas semanas por ano. Apesar de tudo, Luis XIV abandonou o palácio em 1685.

### Luis XV
Entre 1725 e 1733, Estanislau I da Polônia, o rei deposto da Polónia e sogro de Luis XV, viveu em Chambord. Em 1745, como reconhecimento pelo seu valor de combate, o rei deu o palácio a Maurice de Saxe, Maréchal de France, que lá instalou o seu regimento militar. Maurice de Saxe morreu em 1750 e uma vez mais o colossal edifício permaneceu vazio por muitos anos.

### OConde de Chambord
Em 1792, o governo Revolucionário ordenou a venda das mobílias; os painéis das paredes foram removidos e mesmo os soalhos foram removidos e vendidos pelo valor da sua madeira. De acordo com Monsieur de la Saussaye, as portas apaineladas foram queimadas para manter as salas quentes durante as vendas; o palácio vazio foi deixado ao abandono até que Napoleão Bonaparte o deu ao líder militar francês, Louis Alexandre Berthier. O palácio foi depois comprado à sua viúva, para o infante, Duque de Bordeaux, Henri Charles Dieudonné (1820-1883), que tomou o título de Conde de Chambord. Uma breve tentativa de restauração e ocupação foi feita pelo seu avô, Carlos X (1824-1830), mas em 1830 foram ambos exilados. Durante a Guerra franco-prussiana, (1870-1871) o palácio foi usado como um hospital de campanha.

### A família ducal
A tentativa final de dar uso ao colosso veio do Conde de Chambord, mas depois da sua morte, em 1883, o palácio foi deixado aos herdeiros da sua irmã, a família Ducal de Parma, Itália. Em primeiro lugar Roberto I, Duque de Parma, que morreu em 1907, e depois dele, Elias, Príncipe de Parma. Qualquer tentativa de restauro terminou com o eclodir da Primeira Guerra Mundial, em 1914.

### História moderna
Em 1939, pouco antes do início da Segunda Guerra Mundial, as colecções de arte dos museus do Louvre e Compiègne (incluindo a Mona Lisa e a Vénus de Milo) foram guardadas no Château de Chambord. Um bombardeiro norte-americano caiu em cima do relvado do parque no dia 22 de junho de 1944.
O palácio tornou-se propriedade do governo da França em 1930 mas os trabalhos de restauro só começaram alguns anos depois do final da Segunda Guerra Mundial em 1945. Actualmente, Chambord é uma das principais atracções turísticas da França.